# Anurida uniformis
Anurida uniformis is een springstaartensoort uit de familie van de Neanuridae. De wetenschappelijke naam van de soort is voor het eerst geldig gepubliceerd in 1953 door Gisin.